# Lanling
Lanling (chinesisch 兰陵县, Pinyin Lánlíng Xiàn) ist ein Kreis der bezirksfreien Stadt Linyi in der ostchinesischen Provinz Shandong. Er hat eine Fläche von 1.724 km² und zählt 1.161.932 Einwohner (Stand: Zensus 2010). Sein Hauptort ist die Großgemeinde Bianzhuang (卞庄镇). Am 8. Januar 2014 wurde der Kreis Cangshan (苍山县,  Cāngshān Xiàn) in Lanling umbenannt. 